# Lost Love in Times
Lost Love in Times (chinês simplificado: 醉玲珑, pinyin: Zuì línglóng) é uma série de televisão chinesa exibida pela Dragon TV de 13 de julho a 29 de setembro de 2017, estrelada por Cecilia Liu e William Chan. A série é baseada no romance de Shi Siye, Drunk Linglong.

## Enredo
Qingchen (Cecilia Liu), uma feiticeira dos Magos, um grupo de xamãs Wu encarregados de proteger a família real, e Yuan Ling (William Chan), quarto príncipe de Great Wei, nasceram com o destino das estrelas duplas, o que faz eles se apaixonam à primeira vista, mas com o amor seguem a calamidade; no entanto, como Qingchen é a Grande Feiticeira dos Magos e não pode se casar com a família real. A princípio, ela tenta combater seus sentimentos pelo príncipe pelo bem do reino, mas no final acredita no amor deles. Quando Ling legitimamente ascende ao trono, ele decide se casar com Qingchen, apesar da oposição da corte real e dos magos. O sétimo príncipe Yuan Zhan, que anseia pelo trono, lança um golpe no dia da cerimônia de casamento, e Qingchen usa os Seixos Sagrados das Nove Transformações para criar uma nova linha do tempo, em um esforço para impedir o derramamento de sangue iminente. Os Seixos Sagrados mandam a feiticeira um ano antes do golpe, mas em um mundo paralelo em que ninguém a conhece e com pessoas que agora têm histórias diferentes, principalmente o sétimo príncipe Yuan Zhan. Anunciada com o conhecimento das estrelas duplas e da calamidade, a feiticeira agora faz dela uma missão para impedir Yuan Ling de se apaixonar por ela e cumprir seu destino de se tornar o maior imperador do Grande Wei.

## Elenco

### Elenco principal
- Cecilia Liu como Qingchen

Uma feiticeira que mora nos céus sinuosos e possui extraordinárias habilidades de cura. Além de sua aparência suave e fraca, existe uma mente calculista e inteligente. No universo anterior, seu relacionamento com Yuan Ling causou resultados desastrosos. No segundo universo, ela não está disposta a cometer o mesmo erro e o afasta. Eventualmente, ela desabafa sobre seus sentimentos.
- William Chan como Yuan Ling

4º príncipe do Grande Wei e filho do falecido imperador Renzong. Conhecido como o Deus da Guerra, ele também é o comandante dos poderosos e inspiradores Xuanjia. Ele se apaixona por Qingchen, uma feiticeira, que ele promete proteger. Ele é destemido, calculista e seguro de si; no entanto, sob seu exterior frio, há um homem apaixonado que faria qualquer coisa para proteger aqueles que são importantes para ele. Embora Qingchen o afaste, ele ainda continua competindo por ela.

### Elenco de apoio

#### Família real do Grande Wei
- Xu Haiqiao como Yuan Zhan

7º príncipe. No universo anterior, ele é um homem frio e implacável que quer o trono. No próximo universo, ele é refinado, calmo e inteligente. Ele não tem interesse pela política e ama a natureza, as artes e a música; no entanto, ele é puxado para uma guerra política. Ele está apaixonado por Qingchen e a ajuda sempre que ela precisa de ajuda, mesmo que não sinta o mesmo.
- Liu Yijun como Yuan An

O Imperador do Grande Wei, um homem intrigado e autocrático, que é especialmente severo com seus filhos.
- Jiang Lingjin como Imperatriz

Ela foi supostamente envenenada com feitiçaria pela filha falecida do primeiro-ministro Feng, Xianwu. Foi revelado mais tarde que ela foi morta pelo consorte Lian porque descobriu sua verdadeira identidade.
- Zeng Li como consorte Mo Lian

Mãe de Yuan Ling, uma mulher bonita e ardilosa. Sua identidade secreta é Dingshui, o último chefe da feiticeira das trevas.
- Fang Xiaoli como Noble Consort Yin

Mãe de Yuan Zhan. Uma mulher gentil e virtuosa que não busca poder, mas é forçada a isso devido a circunstâncias terríveis. Ela matou o próprio filho para enquadrar Yuan Ling, mas Yuan Ting revelou seus planos logo depois. Ela acabou sendo banida para o Palácio Frio.
- Gao Yiqing como príncipe herdeiro Yuan Hao

Um homem gentil que não compete pelo poder e anseia pela liberdade. Ele ama Luanfei profundamente, apesar de saber que ela é realmente uma espiã de Yuan Ming.
- Ji Chen como Yuan Ji (terceiro príncipe)

Ele cuida de todos os seus irmãos e é menosprezado devido ao baixo nascimento da mãe. Ele cuida de Yuan Ming e morreu para proteger sua traição.
- - Zhang Junshuo como Yuan Ji (jovem)
- Li Chengyuan como consorte Jin Hui

Esposa de Yuan Zhan e filha ilegítima da família Jin. Uma mulher gentil, compreensiva e virtuosa que abnegadamente apóia o marido, apesar de saber que ele ama Qingchen.
- Ryan Zhang como Yuan Ming (9º príncipe)

Um homem astuto e cruel que esconde uma ambição secreta. Ele é egoísta e abusa do amor de Luanfei por ele fazendo uso dela. Ele ama sua ex-esposa Feng Xianwu e dedica sua vida a descobrir a verdade sobre a morte dela.
- - Zhang Zheyu como Yuan Ming (jovem)
- Gong Jun como Yuan Che (11º príncipe)

Um homem genuíno e sincero que sabe onde está sua lealdade. Ele é ferozmente leal a Yuan Ling e faria qualquer coisa para ajudá-lo em necessidade. Ele tem um longo amor unilateral por Yin Caiqian, que eventualmente retribui seu sentimento.
- Xu Jiawei como Yuan Li (12º príncipe)

Yuan An gosta muito dele devido à sua simplicidade; ele causa muitos problemas aos irmãos mais velhos, mas é perdoado e estragado devido à sua constituição fraca. Sua identidade real é Guardião do Círculo Mágico em Nove Transformações. Ele compartilha uma amizade com Qingchen e a protege. Ele finalmente se apaixona por Mingyan.
- Wang Ruolin como Yuan Xi (5º príncipe)

Um homem que quer disputar o trono. Ele é assassinado para enquadrar Yuan Ling.
- Huang Haige como Yuan Ting

O único filho de Yuan Xi. Ele foi usado por sua avó para enquadrar Yuan Ling roubando seu selo militar, mas ele revelou a verdade no dia em que Yuan Ling seria executado. Ele e sua mãe foram banidos da cidade como resultado.
- Lu Meifang como Zheng Tong

Esposa de Yuan Xi.

#### Tribo feiticeira
- Han Xue como Taoyao

Feiticeira Chefe dos Magos. Além de sua aparência fria e estrita, está um coração frágil. Ela e Xi Xie se apaixonam mutuamente.
- Han Dong como Xi Xie

Feiticeiro Chefe dos Magos; Professor de Qingchen. Ele não quer nada além de paz, mas se envolve na luta dos príncipes pelo trono. Ele criou Qingchen desde jovem e quer prepará-la para ser a próxima Feiticeira Chefe. Ele é mutuamente apaixonado por Taoyao.
- Tang Jingmei como Wu Pingting

Um poderoso bruxo das trevas do Pavilhão Tianwu. Ela vê Qingchen como sua rival mortal e cria muitas situações perigosas para ela. Leal a Yuan Ming.
- Zhang Gong como Mo Buping

Um astrólogo e o professor dos vários príncipes. Ele é secretamente um ancião dos Magos.
- Bao Tianqi como Dingshui

O último chefe das feiticeiras das trevas e a verdadeira identidade do consorte Lian. Ela era originalmente uma feiticeira dos Magos, mas desistiu de sua identidade para se casar com a família real. Ela fingiu sua morte enquanto fazia o julgamento. Logo depois, ela assumiu o papel de Chefe das Feiticeiras das Trevas, depois que os dois últimos foram mortos.
- Ma Chunrui como Mingyan

Amigo de Qingchen e discípulo de Taoyao. Ela se apaixona por Yuan Li depois de se passar por estudante de astrologia de Mo Buping.
- Ma Yue como Biyao

Amigo de Qingchen.
- Chai Wei como Meiya

Amigo de Qingchen, ela é morta pelos soldados de Liang.

#### Generais e oficiais do Grande Wei
- Su Hang como Zhang Shu

Comandante do exército Huixia e subordinado de confiança do príncipe herdeiro.
- Hu Lin como Qin Zhan

Comandante do exército Yulin. Um homem que entende a justiça, mais tarde ele ajuda Yuan Ling e Qingchen.
- Chen Xinze como Wei Changzheng, general do exército de Xuanjia.
- Yang Taoge como Li Lin, o fiel companheiro de Yuan Zhan.
- Fu Jun como Feng Yan

Primeiro Ministro do Grande Wei, e tutor do príncipe herdeiro. Pai de Feng Xianwu e Feng Luanfei.
- Zhang Bojun como Ministro Qin
- Lou Yajiang como Yin Jianzheng

Primeiro Ministro Direito, irmão do Noble Consort Yin.

#### Outros
- Huang Mengying como Duoxia

Princesa da tribo Achai. Um guerreiro valente e heróico que adora lutar com espadas e andar a cavalo, mas se transforma em uma mulher gentil na frente do homem que ama. Ela ama Yuan Ling, mas se importa o suficiente para deixá-lo estar com Qingchen.
- Xu Jian como Mu Kesha

Grande general da tribo Achai, ele é um guerreiro corajoso e capaz. Ele admira seu amigo de infância, Duoxia, a ponto de se apaixonar.
- Wang Gang como Fulianchou

Tribo Rei da Achai.
- Gu Minghan como Kualu

Irmão de Duoxia.
- Liu Yinglun como Feng Luanfei

Irmã mais nova de Feng Qingchen. Uma garota brilhante e inocente que ama Yuan Ming. Mais tarde, ela foi usada como uma ferramenta política em um esquema para o trono, fazendo com que ela se transformasse em alguém frio, vingativo e astuto.
- Xu Muchan como Yin Caiqian

A prima de Yuan Zhan, ela é mimada e irracional, mas na verdade é gentil de coração. Ela ama Ling, mas depois se apaixona por Yuan Che.
- Mao Fangyuan como Xiao Xu

Príncipe do sul de Liang. Um homem corajoso e instruído que foi encarado favoravelmente pelo imperador, mas depois se torna obcecado por vinho e mulheres.
- Zhang Mingming como Xiao Ji

Irmão de Xiao Xu.
- Zheng Yecheng como Guardião das Nove Transformações
- Xu Xun como Lu Qian, o estudioso número um de Jiangnan, que ajudou a salvar muitos civis inocentes.
- Yang Guang como eunuco Sun Shi
- Wei Yu como Yin Su
- Wu Lihua como Ele Ruyi
- Zheng Shengli como Feng Qiu
- Guo Qiwu como Wei Zongping, responsável pelas regras e pessoal do palácio.
- - como Chai Xiang, soldado de Liang.

## Produção
A série é dirigida pela equipe por trás do drama de 2015, The Journey of Flower; o produtor Tang Lijun, o diretor Lin Yufen e o roteirista Rao Jun. Outros membros notáveis do elenco incluem o diretor de estilo William Chang, que ganhou uma indicação ao Golden Horse como Melhor Figurino com The Grandmaster; o figurinista Fang Sizhe (Noble Aspirations), o diretor artístico Chen Haozhi (Crouching Tiger, Hidden Dragon, The Last Supper) e o coordenador de dublês Cao Hua, que muitas vezes trabalha com o diretor Zhang Yimou. O White Rabbit Entertainment, dirigido pelo diretor de fotografia Charles Lee (Monster Hunt), lida com os efeitos especiais; eles são a primeira empresa chinesa a obter o Programa de proteção e segurança de conteúdo da Content Delivery & Security Association.
O roteiro foi concluído em dois anos. O roteirista Rao Jun recebeu a ajuda do autor original para garantir uma adaptação fiel. Juntos, eles inovaram o romance, aprimoraram os personagens e o enredo ao mesmo tempo e adicionaram novos conteúdos ideológicos, além de elementos de fantasia oriental, como tempo e espaço duplos. Ao projetar as roupas, William Chang se referiu amplamente ao estilo da dinastia Wei ocidental. Um conjunto de 30.000 metros quadrados foi construído do zero. Demorou duas semanas para fazer cada uma das roupas de Liu Shishi à mão e três meses para os vinte penteados diferentes; a equipe também passou quase cinco meses na preparação de mais de 500 armaduras.
A fotografia principal começou oficialmente em 24 de outubro de 2016 e terminou as filmagens em 20 de março de 2017. O primeiro trailer, intitulado "Tears, Kiss, Forgetfulness", foi lançado em 15 de maio.

## Trilha sonora
| Lost Love in Times - Original Television Soundtrack (醉玲珑电视剧原声音乐大碟) |                                               |         |  |
| N.º                                                                            | Título                                        | Duração |  |
| 1.                                                                             | "Exquisiteness (玲珑)" (Tema de encerramento) |         |  |
| 2.                                                                             | "Because of You (因你)" (Tema de abertura)    |         |  |
| 3.                                                                             | "Tears of Injury (泪伤)" (Tema de abertura)   |         |  |
| 4.                                                                             | "You are my Kingdom (你是我的王国)"           |         |  |
| 5.                                                                             | "Empty Love (空情)"                           |         |  |
| 6.                                                                             | "Leaving with Joy (不如笑归去)"               |         |  |
| 7.                                                                             | "Drunken Red Dust (醉里红尘)"                 |         |  |
| 8.                                                                             | "Rustling in the Wind (风雨萧瑟)"             |         |  |
| 9.                                                                             | "Rather not Meet (不若相见)"                  |         |  |
| 10.                                                                            | "Do You Know (你可知道)"                      |         |  |
| 11.                                                                            | "Heart Tears (洙心泪)"                        |         |  |

## Classificações
| Episódio | Data de transmissão    | Média de participação do público (CSM52) | Média de participação do público (CSM52) | Média de participação do público (National Average) | Média de participação do público (National Average) | Ranking no horário |
| Episódio | Data de transmissão    | Classificações                           | Audiência média                          | Classificações                                      | Audiência média                                     | Ranking no horário |
| -------- | ---------------------- | ---------------------------------------- | ---------------------------------------- | --------------------------------------------------- | --------------------------------------------------- | ------------------ |
| 1-2      | 13 de julho de 2017    | 0.820                                    | 4.836                                    | 0.241                                               | 1.626                                               | 2                  |
| 3-4      | 14 de julho de 2017    | 0.861                                    | 4.763                                    | 0.281                                               | 1.85                                                | 1                  |
| 5-6      | 20 de julho de 2017    | 0.791                                    | 4.63                                     | 0.2                                                 | 1.36                                                |                    |
| 7-8      | 21 de julho de 2017    | 0.892                                    | 4.725                                    | 0.32                                                | 2.11                                                | 1                  |
| 9-10     | 27 de julho de 2017    | 0.743                                    | 4.314                                    | 0.181                                               | 1.213                                               |                    |
| 11-12    | 28 de julho de 2017    | 0.714                                    | 3.749                                    | 0.24                                                | 1.53                                                |                    |
| 13-14    | 3 de agosto de 2017    | 0.899                                    | 5.470                                    | 0.27                                                | 2.00                                                | 1                  |
| 15-16    | 4 de agosto de 2017    | 0.699                                    | 3.686                                    | 0.24                                                | 0.61                                                |                    |
| 17-18    | 10 de agosto de 2017   | 0.720                                    | 4.319                                    | 0.24                                                | 1.71                                                |                    |
| 19-20    | 11 de agosto de 2017   | 0.861                                    | 4.690                                    | 0.35                                                | 2.25                                                |                    |
| 21-22    | 17 de agosto de 2017   | 0.753                                    | 4.524                                    | 0.26                                                | 1.84                                                |                    |
| 23-24    | 18 de agosto de 2017   | 0.848                                    | 4.635                                    | 0.27                                                | 1.88                                                |                    |
| 25-26    | 24 de agosto de 2017   | 0.718                                    | 4.695                                    | N/A                                                 | N/A                                                 |                    |
| 27-28    | 25 de agosto de 2017   | 0.704                                    | 3.812                                    | N/A                                                 | N/A                                                 |                    |
| 29-30    | 31 de agosto de 2017   | 0.721                                    | 5.848                                    | 0.22                                                | 2.35                                                |                    |
| 31-32    | 1 de setembro de 2017  | 0.671                                    | 4.296                                    | 0.28                                                | 2.41                                                |                    |
| 33-34    | 6 de setembro de 2017  | 0.580                                    | 3.899                                    | 0.16                                                | 1.39                                                |                    |
| 35-36    | 7 de setembro de 2017  | 0.840                                    | 5.664                                    | 0.25                                                | 2.12                                                | 1                  |
| 37-38    | 8 de setembro de 2017  | 0.731                                    | 4.673                                    | 0.22                                                | 1.89                                                |                    |
| 39-40    | 13 de setembro de 2017 | 0.451                                    | 3.076                                    | 0.19                                                | 1.69                                                |                    |
| 41-42    | 14 de setembro de 2017 | 0.781                                    | 5.363                                    | 0.27                                                | 2.29                                                |                    |
| 43-44    | 15 de setembro de 2017 | 0.671                                    | 4.056                                    | 0.208                                               | 1.214                                               |                    |
| 45-46    | 20 de setembro de 2017 | 0.467                                    | 3.129                                    | 0.18                                                | 1.53                                                |                    |
| 47-48    | 21 de setembro de 2017 | 0.827                                    | 5.808                                    | 0.25                                                | 2.17                                                |                    |
| 49-50    | 22 de setembro de 2017 | 0.750                                    | 4.308                                    | 0.279                                               | 2.056                                               |                    |
| 51-52    | 27 de setembro de 2017 | 0.459                                    | 3.087                                    | 0.195                                               | 1.762                                               |                    |
| 53-54    | 28 de setembro de 2017 | 0.854                                    | 5.998                                    | 0.313                                               | 2.806                                               |                    |
| 55-56    | 29 de setembro de 2017 | 0.81                                     | 5.191                                    | 0.306                                               | 2.609                                               |                    |

## Transmissão internacional
- Hong Kong - myTV SUPER (27 de julho de 2017 ~ ), TVB Jade (26 de junho de 2019 ~ )
- Malásia - Astro (14 de agosto a 16 de novembro de 2017)
- Singapura - Starhub TV, VV Drama (19 de agosto a 19 de novembro de 2017), Mediacorp Channel 8 (13 de março de 2019 ~ )
- Singapura,  Malásia,  Indonésia,  Filipinas,  Tailândia - Sony ONE (Em breve, sáb-dom 19:15 SIN /MY/PH, 18:15 JKT/BKK)
- Taiwan - GTV (27 de junho de 2018 ~ )
- Japão
- Coreia do Sul - Chunghwa TV (25 de dezembro de 2017 ~ )
- Tailândia - GMM 25 (22 de janeiro de 2018 ~ )
- Camboja